# Tendinitis anserina

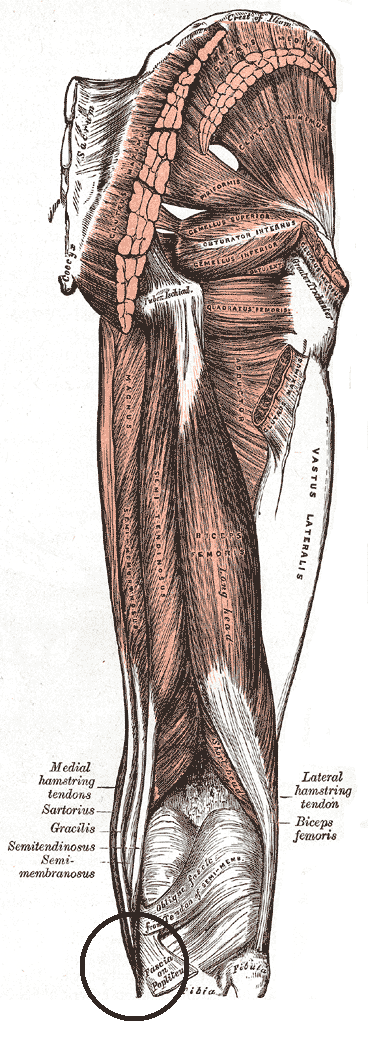
Visión posterior del muslo y la rodilla. EL círculo indica la localización del tendón anserino.

En medicina, se conoce como tendinitis anserina o tendinitis de la pata de ganso, a la inflamación o degeneración del tendón anserino que está situado en la región interna de la rodilla. El tendón anserino está formado por la confluencia de tres músculos, el músculo semitendinoso, el recto interno o músculo grácil y el sartorio los que se relacionan estrechamente con la bolsa serosa. La tendinitis anserina es una causa frecuente de dolor en la cara interna de la rodilla, especialmente en personas con sobrepeso y artrosis de rodilla, también en corredores de larga distancia.

## Etiología
La causa más importante es la tensión y el rozamiento de los músculos que forman la pata de ganso, el sartorio, recto interno y semitendinoso. Estos músculos se insertan de forma conjunta en la cara anterior e interna de la tibia a la altura de la rodilla junto con su bolsa serosa anserina y tienen la función de contribuir a la flexión con rotación interna de esta articulación.